# Hipposideros corynophyllus
Hipposideros corynophyllus (Hill, 1985) è un pipistrello della famiglia degli Ipposideridi endemico della Nuova Guinea.

## Descrizione

### Dimensioni
Pipistrello di medie dimensioni, con la lunghezza della testa e del corpo tra 54,9 e 63 mm, la lunghezza dell'avambraccio tra 48 e 54,6 mm, la lunghezza della coda tra 9 e 12 mm, la lunghezza del piede tra 9,5 e 11,9 mm, la lunghezza delle orecchie tra 18,9 e 22,6 mm e un peso fino a 17 g.

### Aspetto
La pelliccia è lunga e lanosa. Il colore generale del corpo è marrone con la base dei peli più chiara. Le orecchie sono di dimensioni normali, cosparse internamente di pochi peli e con l'estremità appuntita e piegata all'indietro. La foglia nasale presenta una porzione anteriore con due fogliette supplementari su ogni lato, una porzione intermedia con una grossa proiezione tubulare al centro, una porzione posteriore con il margine superiore semi-circolare sormontato da una piccola protuberanza e con tre setti longitudinali che la dividono in quattro celle. La coda è più corta rispetto alle altre specie di Hipposideros e si estende leggermente oltre l'ampio uropatagio.

## Biologia

### Comportamento
Si rifugia singolarmente o in piccoli gruppi all'interno di grotte calcaree, spesso associato con H.wollastoni.

### Alimentazione
Si nutre di insetti.

### Riproduzione
Due piccoli immaturi sono stati catturati in aprile.

## Distribuzione e habitat
Questa specie è conosciuta soltanto in 5 località nella parte orientale di Papua Nuova Guinea, nelle province di Sandaun e di quella occidentale e presso Tembagapura, nella parte occidentale dell'isola.
Vive nelle foreste tra 1.400 e 2.700 metri di altitudine.

## Conservazione
La IUCN Red List, considerata la mancanza di informazioni circa la sua diffusione, lo stato della popolazione, le eventuali minacce e i requisiti ecologici, classifica H.corynophyllus come specie con dati insufficienti (DD).